# 王廷幹
王廷幹（？—1853年），字子禎，號仲甫，山東安丘人，清朝官員。

## 生平
道光二十年（1840年）中庚子科進士。曾補清流知縣。道光二十一年（1841年）中英鴉片戰爭爆發時，時任彰化縣知縣的王廷幹曾參與戰局，並於數場小型戰役中獲得勝利。後任嘉義縣知縣。道光二十四年（1844年）接替鄧元資擔任台灣府海防兼南路理番同知。咸豐三年（1853年）王廷幹回任鳳山縣知縣一職，後因林恭動亂殉職。清廷賜封「欽加五品職銜特授鳳山縣正堂」，入祀屏東六堆忠義亭。
《台灣通史》:「咸豐初，安邱王廷幹任台灣縣，性貪墨，折獄徇私。民間為之謳曰：『王廷幹，看錢無看案』！後調任鳳山，死於林恭之亂；妻子、臧獲被殺者二十有八人，吏民無有顧者：亦好貨之罪也。」